# Harney-Fettschwanz-Beutelmaus
Die Harney-Fettschwanz-Beutelmaus (Pseudantechinus bilarni) ist eine Beuteltierart   aus der Gattung der Fettschwanz-Beutelmäuse.

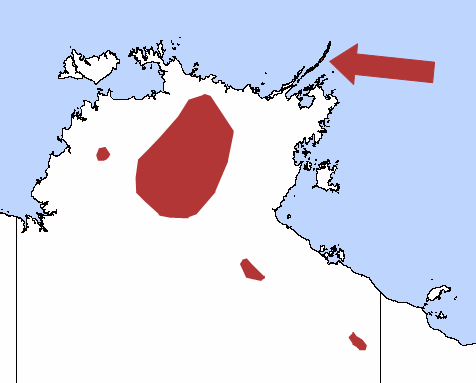
Verbreitungskarte von Pseudantechinus bilarni

## Merkmale und Lebensweise
Pseudantechinus bilarni ist eine insektenfressende Art. Sie ist teilweise tagaktiv und unterscheidet sich von anderen Mitgliedern ihrer Gattung durch das lange, schmale Maul und die eher gräuliche Farbe. Die Paarungszeit liegt zwischen Mai und Juli.
Diese Beutelmaus ist in den felsigen Gebieten rund um das Top End und den Golf von Carpentaria im Northern Territory beheimatet. Sie lebt auch auf den an der Küste gelegenen Felsplattformen von Marchinbar Island (Wessel-Inseln).
Die IUCN listet sie als gering gefährdet (near threatened).

## Taxonomie
Pseudantechinus bilarni wurde im Jahre 1948 bei einer australisch-amerikanischen Expedition nach Arnhemland entdeckt, aber erst sechs Jahre später, 1954, beschrieben. Das Artepitheton bilarni spiegelt den Namen des australischen Schriftstellers und Naturforschers William Edward („Bill“) Harney in der Aussprache der Aborigines wider. Harney war Teilnehmer der Expedition gewesen.
Anfangs wurde Pseudantechinus bilarni in die Gattung Antechinus oder Parantechinus gestellt. Erst im Jahr 2000 wurde sie den Fettschwanz-Beutelmäusen zugeordnet, diese Einordnung könnte allerdings (zusammen mit der Einordnung von Pseudantechinus woolleyae) die Gattung paraphyletisch machen.